# Walgancyklowir
Walgancyklowir (łac. valganciclovirum) – wielofunkcyjny organiczny związek chemiczny, ester L-walinowy gancyklowiru, stosowany jako prolek w zapobieganiu i leczeniu infekcji wirusem cytomegalii (CMV) u pacjentów z niedoborem odporności.

## Mechanizm działania
Walgancyklowir jest L-walilowym estrem gancyklowiru metabolizowanym w jelicie i wątrobie do gancyklowiru, który w kolejnym etapie ulega fosforylacji wewnątrzkomórkowo do trójfosforanu. Trójfosforan gancyklowiru jest inhibitorem wirusowej polimerazy DNA.

## Zastosowanie
- początkowe i podtrzymujące leczenie cytomegalowirusowego (CMV) zapalenia siatkówki u dorosłych pacjentów z zespołem nabytego niedoboru odporności (AIDS)[4],
- zapobieganie chorobie wywołanej przez CMV u niezakażonych wirusem cytomegalii dorosłych i dzieci, którzy otrzymali przeszczepiany narząd miąższowy od dawcy zakażonego CMV[4].

Walgancyklowir znajduje się na wzorcowej liście podstawowych leków Światowej Organizacji Zdrowia (WHO Model Lists of Essential Medicines) (2015).
Walgancyklowir jest dopuszczony do obrotu w Polsce (2018).

## Działania niepożądane
Walgancyklowir może powodować następujące działania niepożądane u ponad 10% pacjentów: neutropenia, niedokrwistość, duszność oraz biegunka, natomiast u ponad 1% występują objawy o różnym nasileniu ze strony układu krwiotwórczego, nerwowego, pokarmowego, moczowego, mięśniowego, skóry oraz narządów wzroku oraz słuchu.